# Ponkan
Ponkan (tiếng Mân Tuyền Chương tiếng Trung: 椪柑; Bạch thoại tự: phòng-kam); Citrus poonensis) là một giống cây trồng quả có múi ngọt có năng suất cao với quả to bằng quả cam. Cây là giống cam quýt lai (quýt × bưởi), mặc dù từng được cho là quýt thuần chủng.

## Mô tả
"Pon" có nghĩa là "cam Poona" của nguồn gốc ghép và "kan" có nghĩa là quả có múi. Quả rất ngọt, hình tròn và có kích thước khoảng 7–8 cm (2,8–3,1 in) chiều rộng. Cây năm nào cũng sai quả trĩu cành, có khi bị gãy cành vì nặng trĩu quả. Đôi khi, người trồng phải chống đỡ cành bằng gậy, mặc dù nếu cành uốn cong dần xuống và phát triển ở vị trí đó thì chúng sẽ phát triển tốt hơn trong những năm tới.
Cây có thể được nhân giống bằng hạt, khi chúng nhân giống thật, hoặc ghép vào các gốc ghép khác, chọn cây chỉ là phổ biến nhất. Andrew Willis ở Apopka, Florida, đã quảng bá ponkan rất nhiều vào đầu những năm 1900.
Ponkan cũng được chú ý là có vỏ mềm mỏng rất dễ bóc. 

## Trồng trọt
Ponkan được trồng rộng rãi ở Hoa Kỳ, Brazil, Nhật Bản và Trung Quốc. Ở Đài Loan, đây là loại cây có múi quan trọng thường được trồng làm trái cây cao cấp và xuất khẩu chủ yếu sang Hồng Kông, Nhật Bản và Canada.
Ban đầu cây được Carlo Roman giới thiệu đến Hoa Kỳ vào năm 1880. Vườn ban đầu của ông vẫn đang trồng sản xuất gần Hawthorne ở quận Putnam, Florida. Thành phố Teresópolis ở Brazil tổ chức lễ hội Ponkan hàng năm.